# Träkolsmasugn
Träkolsmasugn är en masugn som utnyttjar träkol som energikälla. Det är den äldsta formen av masugn; moderna masugnar använder i regel koks.

## Funktion
Processen vid en träkolsmasugn inleds med krossning av malmen i små stycken, därefter sänds malmen upp med en malmhund för rostning i en rostugn, i syfte att få malmen lättslagen och att befria den från svavel. Efter rostning är malmen klar för masugnen. Malmen sänds upp till masugnens topp med en annan malmhund. Malm, kalk och träkol tillförs masugnen från toppen (masugnskransen eller uppsättningsmålet) och varvas med varandra under kontinuerlig eldning. Under processen smälter malmen och tillförs kol från träkolet. Bergarterna från malmen bildar slagg, medan järnet separeras. Smält järn och slagg samlas i stället (botten av masugnen) och tappas och leds ut till tappningshallen. Järnet som kommer ut gjuts till tackjärn med hög kolhalt. Formarna för tackjärnet är försedda med ett tunt lager sand för att tackjärnet inte ska fastna. Slaggen används ibland för att göra slaggtegel. Tackjärnet kan användas direkt för gjuteriarbeten, eller färskas med olika processer till stål.

## Historia i Sverige
Den första kända masugnen i Sverige, Lapphyttan, finns i bergsmansbyn Olsbenning i norra Västmanland och är från början av 1100-talet. Därefter har masugnen utvecklats kontinuerligt utan större språng. Senare utveckling av betydelse var utvecklingen av rostugnen som eldades med gas från masugnen på 1840-talet; tidigare rostades malmen i regel i gropar där man eldade med ved, kol eller stybb. Effektiviteten på masugnarna ökade efter hand. 1861 fanns 226 masugnar som producerade 170 000 ton järn; 1885 fanns 179 masugnar som producerade 465 000 ton järn. I och med den industriella revolutionen utvecklades koksmasugnen som numera dominerar masugnsproduktionen världen över. Dessa utvecklingar innebar sammantaget att mängden masugnar minskade kraftigt, vilket bidrog till s.k. bruksdöden. Den sista svenska träkolsmasugnen, Svartå hytta, blåstes ned 1966.

## Bildgalleri

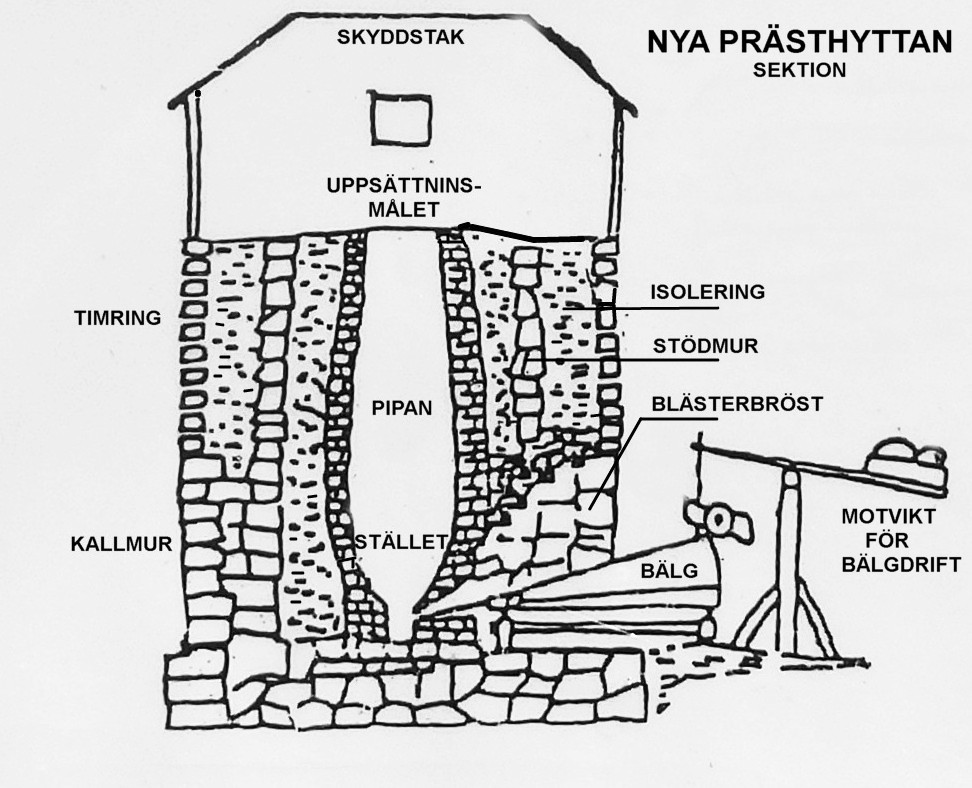
Principskiss av en masugn av typen mulltimmerhytta, vilka alla eldades med träkol.
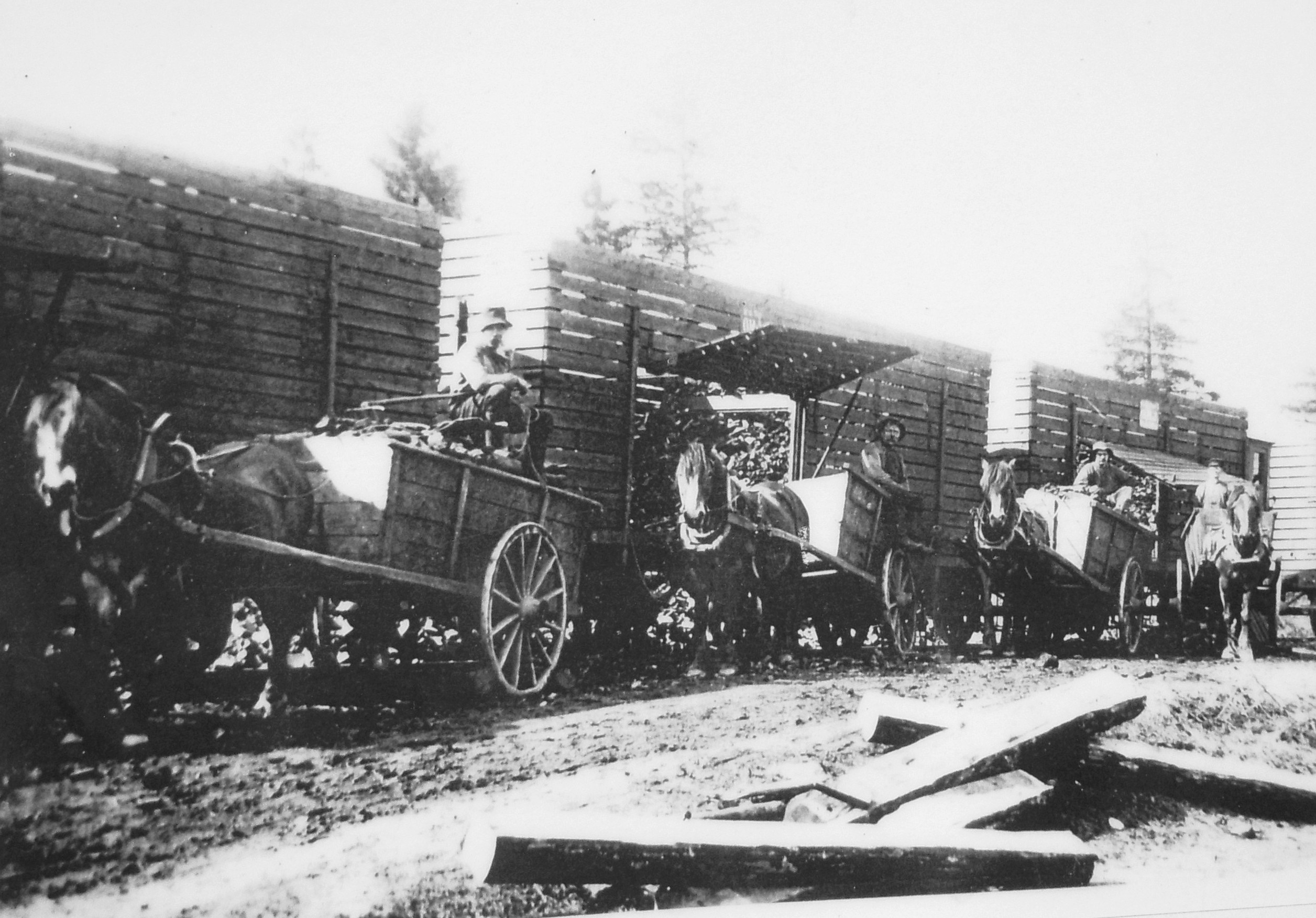
Träkol hämtas från Flatenbergs järnvägsspår för vidare transport med häst och vagn till Flatenbergs hytta 1910.
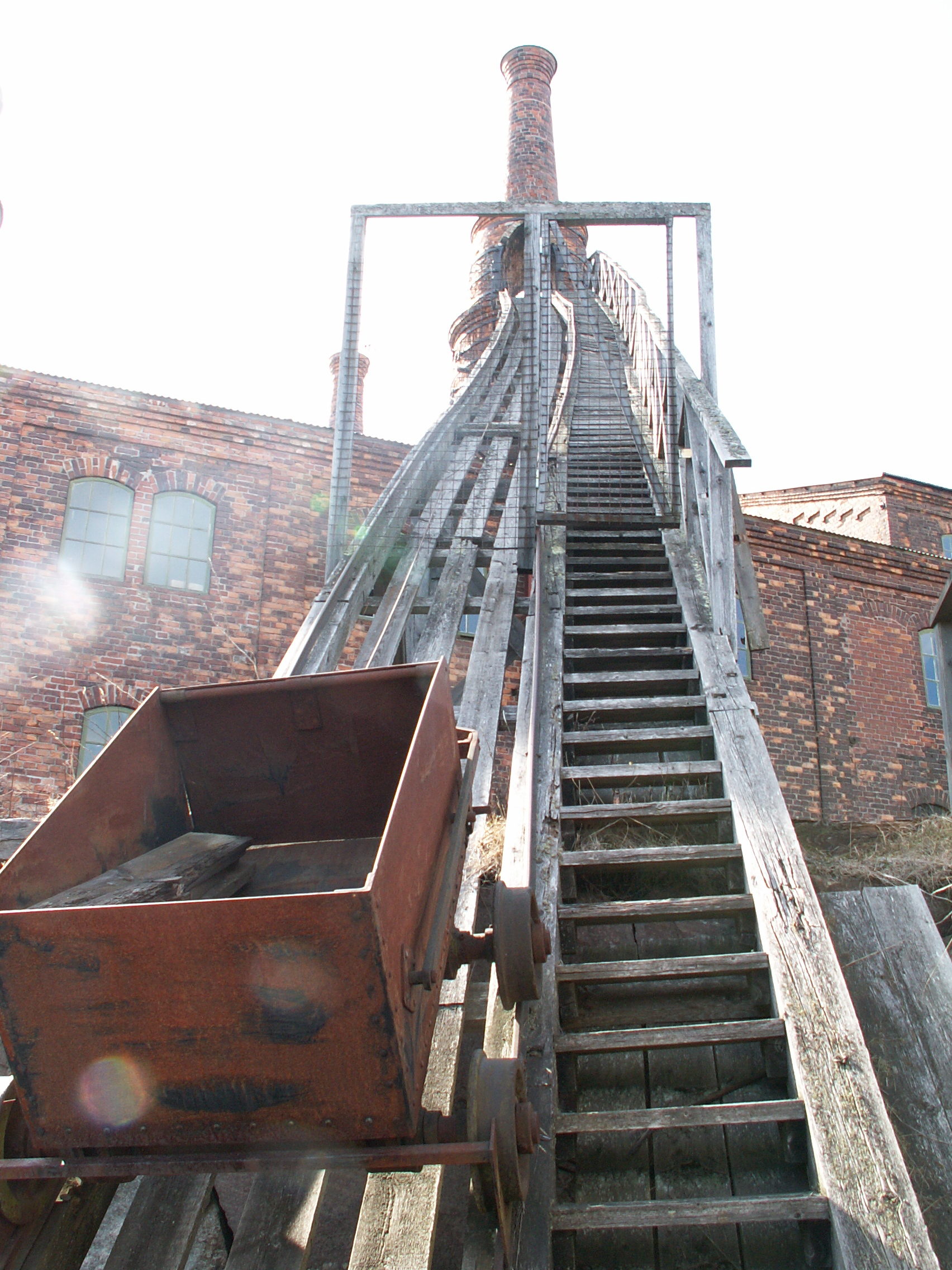
Malmhund för transport till rostugn och masugn. Forsbacka bruk 2011.
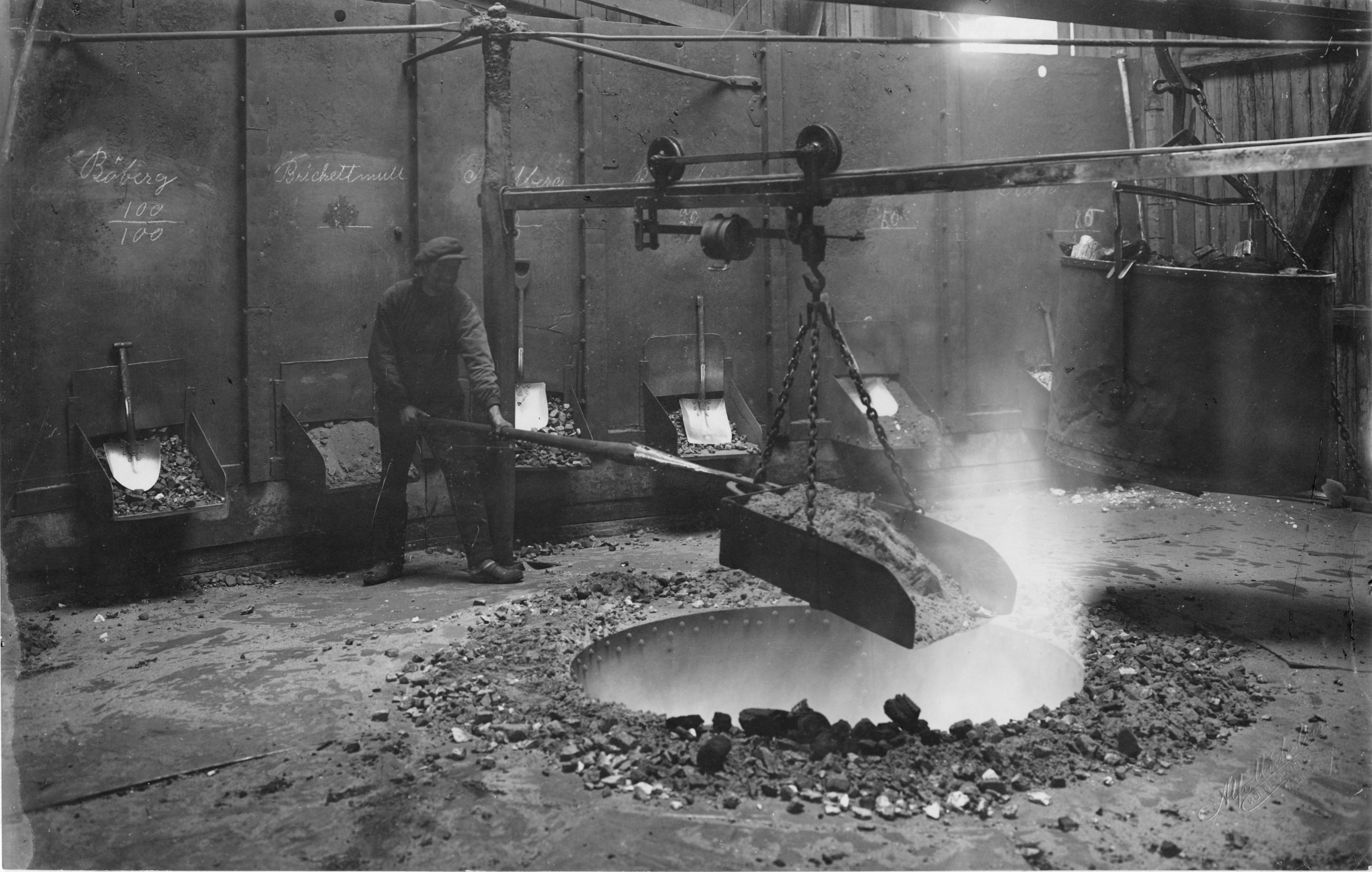
Uppsättaren chargerar (tippar ner) malm och kalk i (uppsättningsmålet) i Dalkarlshyttan 1925. Träkol är uppkört i en stor tunna som hänger till höger. Tunnan kan vändas upp och ner.
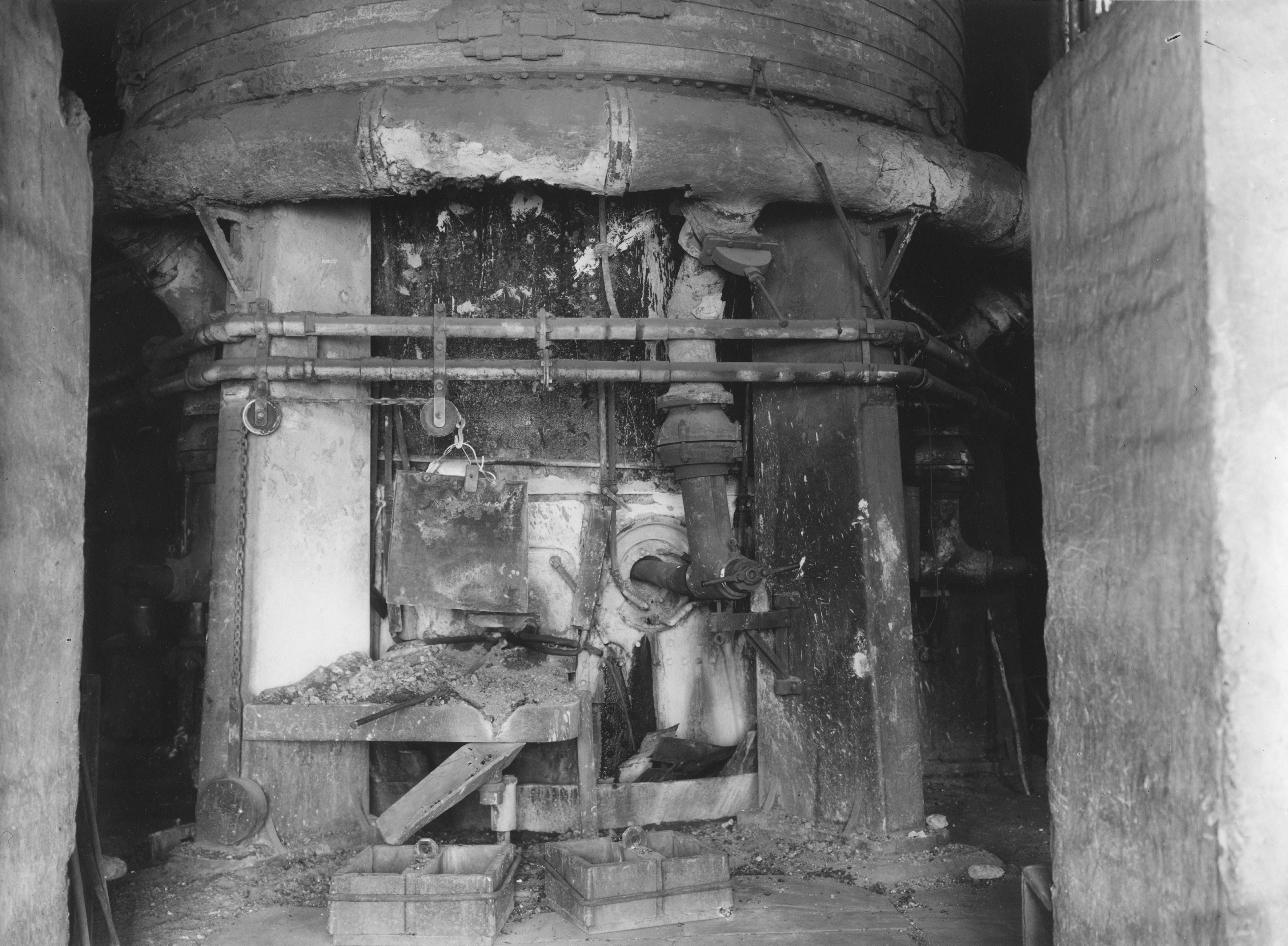
Blästerbröstet är ett urtag i masugnens vägg för inblåsning av blästerluft och tappning av slagg och flytande järn. Masugn 2 i Bångbro järnverk 1933.
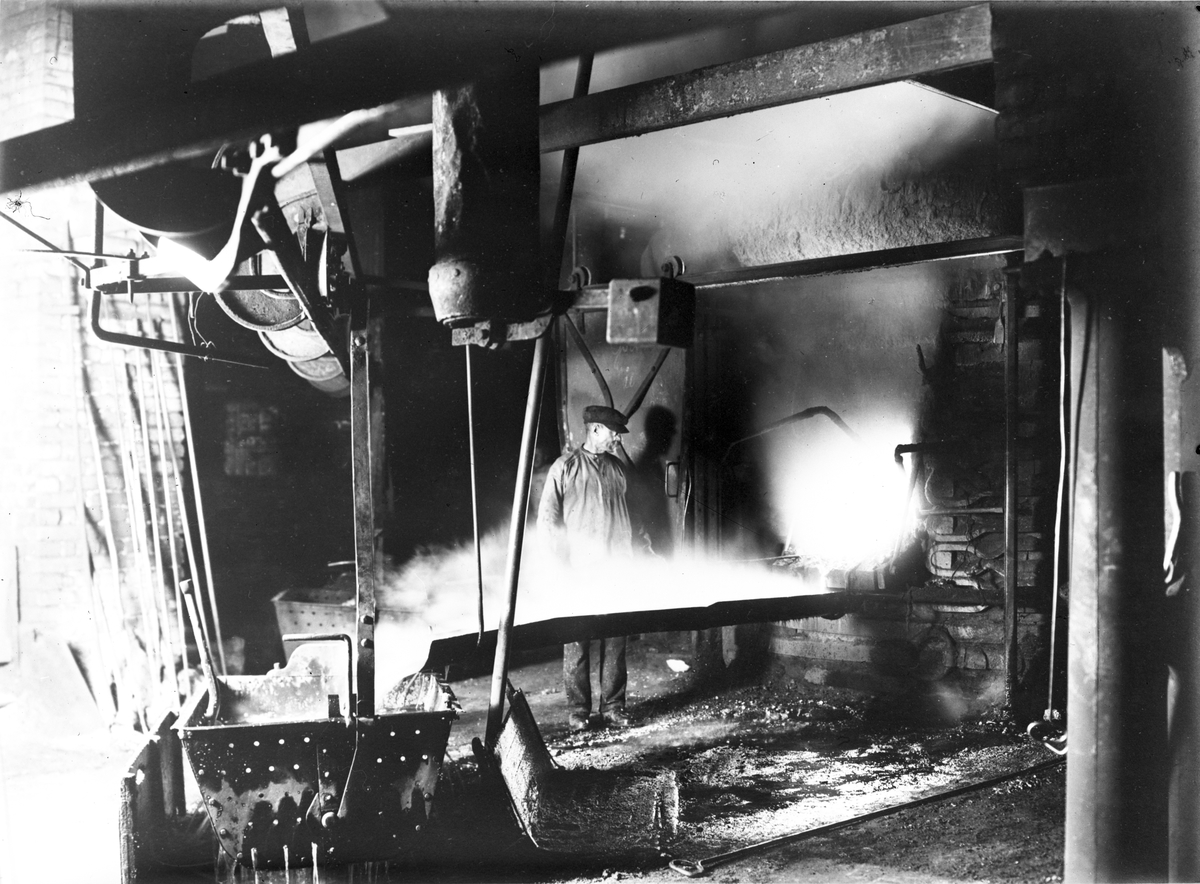
Slaggtappning från masugnen i Forsbacka bruk ca 1920. I en del masugnar tillverkades slaggtegel av den flytande slaggen.
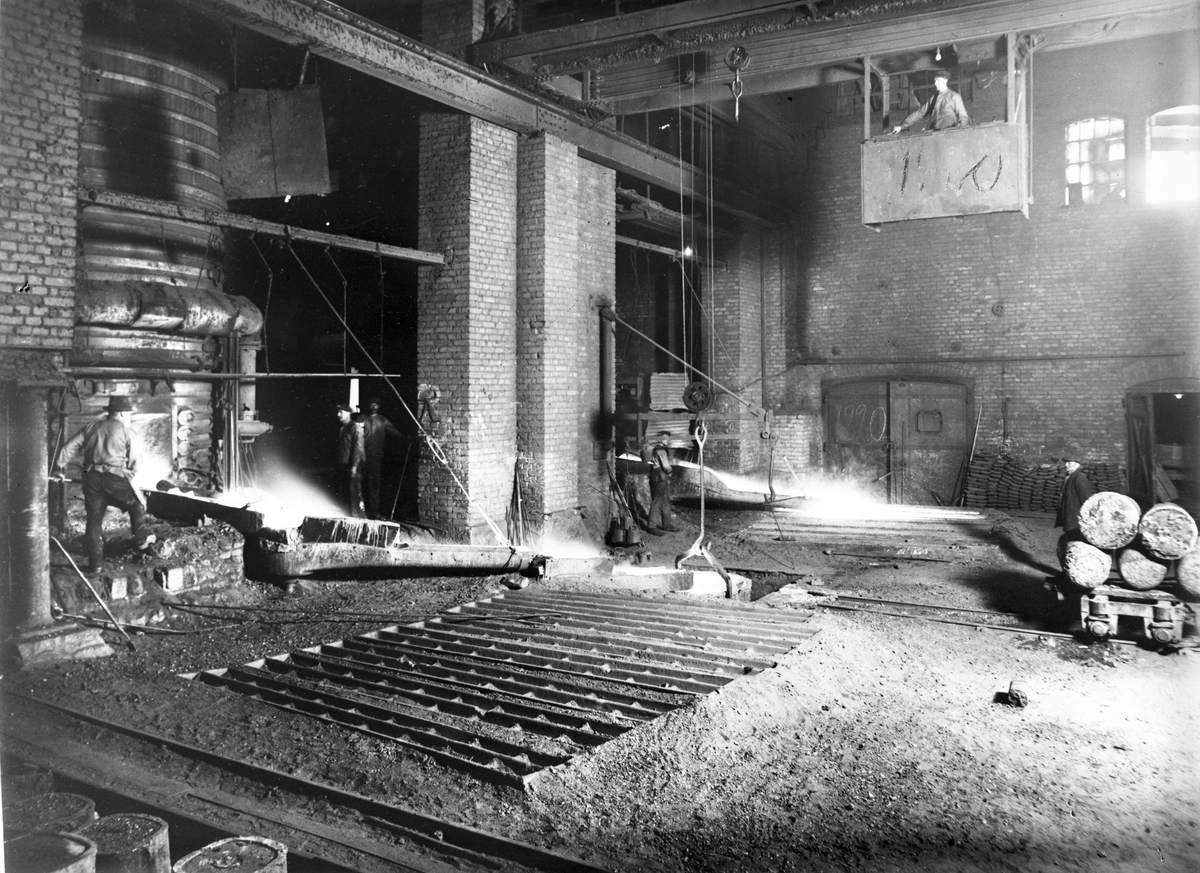
Samtidigt utslag från två masugnar i tappningshallen i Forsbacka jernverk 1920 - 1925. Traversföraren sköter skänken som ska till gjuthallen.